# 大明朝
大明朝，是指1960年至1970年期间在安徽来安县，由前中华民国国军军人，江苏省泗阳县人苏顺武为首成立的一个秘密结社政权。1970年4月，公安机关介入此案，并很快将所有案犯抓获。1972年2月5日，苏顺武被枪决。